# 罗弄万国村
1°23′0″N 103°52′41″E / 1.38333°N 103.87806°E
罗弄万国村（英語：Kampong Lorong Buangkok/Kampung Lorong Buangkok；爪夷文：كامڤوڠ لوروڠ بواڠكوق‎）是一个位于新加坡后港万国区内的村庄。罗弄万国村始建于1956年，是21世纪位于新加坡岛上的最后一个幸存的村庄。村旁有一条宽阔的运河，其与榜鹅河相连，河水最终排入柔佛海峡的东部。

## 洪灾
多年来，村庄经常遭受洪水袭击。每当海水涨潮时若同时降下大雨，村中的低洼地区就会出现突发性淹水。排水沟和运河中的水位此时就会升高，以至于无法快速完成排水，从而导致洪水泛滥。1970年，当局为解决村庄内涝问题修建了一条运河。然而，该地区目前仍受洪水影响，最近的一次是在2006年。当局原本计划开展一项预计需耗资1000万美元的作业，改善排水系统和提高地面海拔高度，但其却因被认为没有必要、且成本高昂而被令中止。